# Irene Rosenfeld
Irene Blecker Rosenfeld (3 de maio de 1953) é uma empresária estadunidense que foi presidente e diretora executiva (CEO) da Mondelēz International. A carreira de Rosenfeld começou na Dancer Fitzgerald Sample, uma agência de publicidade de Nova York. Mais tarde, ela se juntou à pesquisa de consumidores da General Foods e, em seguida, liderou a Frito-Lay como CEO e presidente.

## Infância e educação
Rosenfeld nasceu em uma família judia em Westbury, Nova York, filha de Seymour e Joan Blecker. Ela tem uma irmã mais nova chamada Linda Blecker. Os pais de seu pai eram judeus romenos, os avós de sua mãe eram judeus alemães. Mais tarde, ela frequentou a W. Tresper Clarke High School em Westbury, NY. Ela possui doutorado em marketing e estatística, mestrado em negócios e bacharelado em psicologia pela Cornell University, onde também se destacou em esportes, como basquete, vôlei e tênis, muitas vezes servindo como capitã de equipe, que ela cita como "um fator chave no meu desenvolvimento de liderança".

## Carreira
Rosenfeld está envolvida com a indústria de alimentos e bebidas há cerca de 30 anos. Seu primeiro emprego foi na agência de publicidade Dancer Fitzgerald Sample em Nova York; mais tarde, ela se juntou à General Foods, em pesquisa de consumo.
Em 2004, Rosenfeld foi nomeada presidente e CEO da Frito-Lay, uma divisão da PepsiCo, onde se concentrava na promoção de produtos.
Rosenfeld foi nomeada CEO da Kraft Foods em junho de 2006.  Ela se juntou à General Foods, que mais tarde se tornou parte da Kraft. Entre suas muitas realizações na Kraft, ela liderou a reestruturação e a recuperação de negócios importantes nos EUA, Canadá e Moscou. Ela é ativa em várias organizações da indústria e da comunidade, incluindo o Economic Club of Chicago. Ela foi nomeada para o cargo adicional de presidente em março de 2007, após a cisão da Kraft pelo Altria Group. 
Em 2008, ela foi nomeada em sexto lugar na lista "50 Women to Watch" do The Wall Street Journal. Rosenfeld foi listada várias vezes como uma das 100 mulheres mais poderosas do mundo pela Forbes, onde ela foi classificada em 15º lugar, logo atrás de Oprah Winfrey, em 2014.
Em 2010, Rosenfeld recebeu uma compensação total de US$ 19,3 milhões, ficando em 48º lugar na Forbes Executive Pay.
Rosenfeld é membro do Clube Econômico de Chicago. Ela atua no conselho de administração da Grocery Manufacturers Association e no conselho de curadores da Cornell University. Ela faz parte no conselho de administração do Consumer Goods Forum.
Em agosto de 2011, a Kraft disse que planejava se dividir em duas empresas de capital aberto, uma com foco em suas marcas internacionais de salgadinhos, como chiclete Trident e biscoitos Oreo, e outra em seus negócios de mantimentos na América do Norte, que incluem café Maxwell House e carnes Oscar Mayer.
Em 5 de dezembro de 2011, a Kraft anunciou que Rosenfeld permaneceria como presidente da empresa global de lanches que vale US$ 31 bilhões, que se chamaria Mondelēz International, Inc. Tony Vernon, presidente da Kraft Foods North America, se tornaria CEO do negócio de mercearia norte-americano de US$ 17 bilhões, que manteria o nome Kraft Foods.
A Mondelez anunciou em agosto de 2017 que Dirk Van de Put substituiria Rosenfeld como CEO da empresa após sua aposentadoria em novembro de 2017.

## Controvérsia
Durante as campanhas para as eleições presidenciais dos EUA em 2016, Mondelēz e Rosenfeld foram criticados pelo candidato republicano Donald Trump e pelos candidatos democratas Hillary Clinton e Bernie Sanders por terceirizar aproximadamente 600 empregos estadunidenses, de Chicago para Salinas, no México, levando ao boicote Oreo. Piquetes de trabalhadores também ocorreram em vários eventos que Rosenfeld participou, e também em frente à sua casa.